# Hypena buruensis
Hypena buruensis är en fjärilsart som beskrevs av Louis Beethoven Prout. Hypena buruensis ingår i släktet Hypena och familjen nattflyn. Inga underarter finns listade i Catalogue of Life.